# Lou (Sapouy)
Ne doit pas être confondu avec Lou (Gaoua).
Pour les articles homonymes, voir Lou.
Lou est une commune rurale située dans le département de Sapouy de la province du Ziro dans la région du Centre-Ouest au Burkina Faso.